# Heather Stanning
Heather Stanning (ur. 26 stycznia 1985 w Lossiemouth) – brytyjska wioślarka, mistrzyni olimpijska, mistrzyni świata.
Złota medalistka igrzysk olimpijskich w Londynie w dwójce bez sternika (razem z Helen Glover).

## Osiągnięcia
- Mistrzostwa świata U-23 – Glasgow 2007 – dwójka bez sternika – 1. miejsce.
- Mistrzostwa Europy – Brześć 2009 – ósemka – 7. miejsce.
- Mistrzostwa świata – Hamilton 2010 – dwójka bez sternika – 2. miejsce
- Mistrzostwa świata – Bled 2011 – dwójka bez sternika – 2. miejsce
- Igrzyska olimpijskie – Londyn 2012 – dwójka bez sternika – 1. miejsce
- Mistrzostwa świata – Amsterdam 2014 – dwójka bez sternika – 1. miejsce